# ドン・アース
- ドン・アーシー

ドン・アース（Donald William "Don" Aase、1954年9月8日 - ）はアメリカ合衆国・カリフォルニア州オレンジ出身のMLBの野球選手（投手）。右投右打。
日本では、ドン・アーシーと表記されることもある。

## 経歴

### マイナーリーグ時代
1972年、ドラフト6巡目でボストン・レッドソックスに入団。同年はウィリアムズポート・レッドソックス（Williamsport Red Sox）でプレイしたが、0勝10敗、防御率5.81。更に翌年も、ウィンター・ヘイブン・レッドソックス（Winter Haven Red Sox）でプレイして15敗を記録し、フロリダ州リーグの最多敗戦投手となってしまうなど、2年続けて不本意な結果に終わってしまったが、1974年には見事立ち直り、ウィンストン・セーラム・レッドソックスの一員として、勝利、完投、完封の3部門でカロライナ・リーグの1位を獲得。これが評価されてリーグの最優秀投手にも選出された。更にその後、「ポー・ソックス（PawSox）」の愛称で知られる、ポータケット・レッドソックス（AAA）へと昇格し、後はメジャーデビューの時を待つのみとなった。

### ボストン・レッドソックス時代
1977年7月にメジャー初昇格を果たし、先発ローテーションに入った。ルーキーながらその期待に応え、デビュー戦となった7月26日のミルウォーキー・ブルワーズ戦で勝ち投手となると、5日後のカリフォルニア・エンゼルス戦では完封勝利まで達成した。更に9月5日のトロント・ブルージェイズ戦でも完封勝利を記録し、終わってみれば、13試合登板で6勝2敗、防御率3.12に2完封という上々の1年目のシーズンであった。

### カリフォルニア・エンゼルス時代
1978年（1年目）は及第点以上の数字を残したアースだったが、シーズン終了後の12月8日に、俊足の二塁手、ジェリー・レミーとのトレードで、カリフォルニア・エンゼルスへと移籍することとなる。エンゼルス移籍後も当初は先発投手と
してマウンドに立ち、移籍1年目の1978年には11勝を記録した。翌1979年も主に先発を務めたが、8月半ば以降は、メジャー3年目で初めて、リリーフ投手としても起用されるようになった。リリーフを務めるようになったお陰で、同年のリーグチャンピオンシップシリーズ第3戦では、先発のフランク・タナナを6回からリリーフし、結果的にエンゼルス史上初のポストシーズンでの勝ち投手となった（しかし、アース登板時点で2対1とリードしていながら、6回と7回に1点ずつを与えてしまうなど、内容は決して誉められたものではなかった。試合は9回裏に1点ビハインドのエンゼルスが2点を奪ってサヨナラ勝ちを決めた）。
1980年7月31日のゲームで一つのアウトも取れずに4失点したのを最後に、アースはリリーフ専門の投手となる（それ以降現役引退まで、再びメジャーの先発マウンドを務めることは1試合もなかった）。この試合はアースの通算100試合目の登板でもあったが、この試合を含めての直近5試合で17.2回を投げて33安打を浴び、26失点（24自責点）、防御率12.23という大荒れの状態であったため、先発ローテーションを外れるという形になった（前年に自身初のリリーフ登板を務めた際も、直前の5試合で防御率6.35と不調に陥っていた）。するとリリーフ転向後は別人のように安定した投球を見せ、19試合に登板し、防御率2.08を記録。先発を務めていた際に投球回数を稼いでいたこともあり、シーズン終了時の4.06という防御率は、チームトップの数字だった。
1981年には救援投手として期待が寄せられ、エンゼルス最初のクローザーを務めることとなった。前年にリリーフとして見せた活躍がまぐれではないことを証明するシーズンとなったが、開幕から15試合の登板で防御率0.66、被打率も.208とほぼ完璧な投球を見せた。その後やや失速したものの（24試合で防御率3.55）、シーズンでの成績は39試合の登板で、アメリカンリーグ6位（チームトップ）の11セーブを記録した。また2.34という防御率は、10イニング以上に登板した投手の中ではチームトップの数字であった。
1982年のシーズンも、開幕からリリーフ投手の一角を担い、一時は防御率0点台を記録していたが、7月17日のゲームが同年最後の登板となった。肘の怪我との戦いの始まりであった。
1983年はメジャー登板0に終わった。
1984年6月18日、約2年振りとなるメジャー登板を果たす。復帰後は4試合連続無失点を記録するなど好調をキープし、シーズンでは23試合に登板して防御率はチームトップ（規定投球回如何にかかわらず）の1.62。見事な復活を果たした。

### ボルチモア・オリオールズ時代
1984年のシーズン終了後フリーエージェントとなったアースは、ボルチモア・オリオールズへと移籍する。オリオールズでは当時のクローザー・ティッピー・マルティネスが衰えから不調に陥るなど、有力なリリーフ投手が不在であったため、クローザーとして期待がかけられた。ところが開幕から20試合の登板で10度失点するなど、序盤はチームの期待を大きく裏切ってしまった。それ以降の34試合の登板では13セーブ、防御率2.24と本来の調子を取り戻し、シーズン最後の登板となった10月5日のデトロイト・タイガース戦では10勝目を挙げ、6年振りに2桁勝利を達成したが、2年振りのワールドシリーズ制覇を目指していたチームに大きな貢献をすることは出来なかった。ただし登板数54はチームトップの数字だった。
1986年、アースにとって最高のシーズンが訪れる。この年も開幕からクローザーを任されたアースは、前年の開幕直後とは打って変わって好投を続け、前半戦で39試合に登板し、23セーブ、防御率2.42という数字を残した。これが評価され、自身初のオールスターゲームにも出場を果たす。試合は9回裏、8回裏に2点を返して1点差に迫り、なおも勢いづくナショナルリーグ・オールスターの攻撃は1アウトでランナーが一、三塁。このピンチの場面でアースにマウンドが託された。外野フライでも同点、長打が出れば一気にアメリカンリーグ・オールスターは逆転サヨナラ負けという緊迫した状況だったが、落ち着いた投球を見せ、この試合で二塁打を放っていたクリス・ブラウンを内野ゴロに打ち取り、ダブルプレーで試合を締めた。この結果、オールスターでもセーブを記録した。

ところが、8月頃から徐々に登板過多のためか疲れが見え始め、8月28日にはオークランド・アスレチックスとのダブルヘッダーで、2試合とも敗戦投手となる。一日に2敗を喫するというのは、オリオールズの投手史上初という不名誉な記録だった。更に9月8日のゲームでは2回を投げて6失点と炎上し、遂に防御率が3点台となった。その後最後の意地を見せ、前年同様シーズン最後の登板となった10月5日のデトロイト・タイガース戦で1回を無失点に抑え、防御率2.98でシーズンを終えるが、前半戦と比べると後半戦は不本意な数字に終わってしまった（27試合で防御率3.65、11セーブ）。それでもチームトップ（アメリカンリーグ5位）の66試合に登板し、ティム・ストッダードが1980年に記録した26セーブを大幅に上回る34セーブ（アメリカンリーグ2位）を記録。この数字は1999年にグレッグ・オルソンが36セーブを記録するまで、オリオールズのチーム記録だった。
1987年に再び試練の時が訪れる。前年の好成績を受けて開幕からクローザーとしての働きを期待されていたが、開幕戦で白星を挙げた以降は過去2年間の勤続疲労が出たのか、肩の怪我に悩まされるようになった。4月14日の次の登板が5月13日になるなど、投げることすらままならない状態に陥ったため、5月23日の登板を最後に肩の手術を受けるためシーズンを終えた。
1988年のシーズンは、前年に早い段階で手術を受けたことが功を奏し、5月10日のテキサス・レンジャーズでメジャー復帰を果たす。しかし復帰戦で一つのアウトも取れずに4失点を喫すると、その後も1986年のような安定感は見られず、前半戦終了時点では防御率6.53という数字だった。ところが後半戦に入ると一転して安定した投球を見せ、防御率2.08を記録した。

### ニューヨーク・メッツ時代
前述の通り1988年の後半戦では好投を続けたが、オリオールズはアースが当時34歳となっていたことや怪我の再発のリスクを恐れて、10月に解雇される。フリーエージェントとなったアースは実に4ヶ月半に渡って新たな所属先を捜し求めた。
1989年2月20日、ようやくニューヨーク・メッツとの契約に漕ぎ着ける。メッツでは以前同様リリーフを務めることとなり、開幕戦で2回を無失点に抑えたのを皮切りに、前半戦で29試合に登板し、防御率2.55と前年の後半戦の好調を新天地でもキープした。ところが、またもや後半戦では失速。20試合の登板で防御率6.00という炎上振りだった。シーズンでは抑えのランディ・マイヤーズに次ぐチーム2位の49試合登板となったが、他の主だったリリーフ投手が揃いも揃って安定した投球を見せたため、最終的には存在感を示すことは出来なかった。メッツも他の投手の投球を見て不要と判断したのか、メッツでのプレイはこの1年間だけとなった。

### ロサンゼルス・ドジャース時代
1990年2月20日、ロサンゼルス・ドジャースと契約する。ドジャースでも救援投手の一角を担う存在として開幕を迎えるが、春に7試合連続無失点を記録した次の試合で失点して防御率が3点台に達すると、その後は目立った活躍が出来ず、6月終了時点で防御率は3.62。7月は休養のため1試合にも登板しなかったが、8月下旬に復帰してからも9試合で防御率6.75と、いよいよ限界を感じさせる内容だった。
自身最後の登板は10月3日のサンディエゴ・パドレス戦。0.1回を投げて2失点と、有終の美を飾ることは出来なかった。

## 人物
- 歴代メジャーリーガーをアルファベット順に並べた時、デビッド・アーズマ（David Aardsma）、ハンク・アーロン（Hank Aaron）、トミー・アーロン（Tommie Aaron）に次いで4番目にくる選手。

## 詳細情報

### 年度別投手成績
| 年 度     | 球 団     | 登 板 | 先 発 | 完 投 | 完 封 | 無 四 球 | 勝 利 | 敗 戦 | セ 丨 ブ | ホ 丨 ル ド | 勝 率 | 打 者 | 投 球 回 | 被 安 打 | 被 本 塁 打 | 与 四 球 | 敬 遠 | 与 死 球 | 奪 三 振 | 暴 投 | ボ 丨 ク | 失 点 | 自 責 点 | 防 御 率 | W H I P |
| --------- | --------- | ----- | ----- | ----- | ----- | -------- | ----- | ----- | -------- | ----------- | ----- | ----- | -------- | -------- | ----------- | -------- | ----- | -------- | -------- | ----- | -------- | ----- | -------- | -------- | ------- |
| 1977      | BOS       | 13    | 13    | 4     | 2     | 0        | 6     | 2     | 0        | 0           | .750  | 373   | 92.1     | 85       | 6           | 19       | 1     | 1        | 49       | 0     | 0        | 36    | 32       | 3.12     | 1.13    |
| 1978      | CAL       | 29    | 29    | 6     | 1     | 0        | 11    | 8     | 0        | 0           | .579  | 773   | 178.2    | 185      | 14          | 80       | 4     | 2        | 93       | 3     | 0        | 88    | 80       | 4.03     | 1.48    |
| 1979      | CAL       | 37    | 28    | 7     | 1     | 0        | 9     | 10    | 0        | 0           | .474  | 817   | 185.1    | 200      | 19          | 77       | 7     | 1        | 96       | 5     | 0        | 104   | 99       | 4.81     | 1.49    |
| 1980      | CAL       | 40    | 21    | 5     | 1     | 1        | 8     | 13    | 2        | 1           | .381  | 761   | 175.0    | 193      | 13          | 66       | 3     | 1        | 74       | 2     | 1        | 83    | 79       | 4.06     | 1.48    |
| 1981      | CAL       | 39    | 0     | 0     | 0     | 0        | 4     | 4     | 11       | 3           | .500  | 265   | 65.1     | 56       | 4           | 24       | 2     | 0        | 38       | 1     | 0        | 17    | 17       | 2.34     | 1.22    |
| 1982      | CAL       | 24    | 0     | 0     | 0     | 0        | 3     | 3     | 4        | 1           | .500  | 212   | 52.0     | 45       | 5           | 23       | 2     | 0        | 40       | 2     | 0        | 20    | 20       | 3.46     | 1.31    |
| 1984      | CAL       | 23    | 0     | 0     | 0     | 0        | 4     | 1     | 8        | 0           | .800  | 160   | 39.0     | 30       | 1           | 19       | 5     | 0        | 28       | 0     | 0        | 7     | 7        | 1.62     | 1.26    |
| 1985      | BAL       | 54    | 0     | 0     | 0     | 0        | 10    | 6     | 14       | 0           | .625  | 366   | 88.0     | 83       | 6           | 35       | 7     | 1        | 67       | 0     | 1        | 44    | 37       | 3.78     | 1.34    |
| 1986      | BAL       | 66    | 0     | 0     | 0     | 0        | 6     | 7     | 34       | 0           | .462  | 337   | 81.2     | 71       | 6           | 28       | 2     | 0        | 67       | 4     | 0        | 29    | 27       | 2.98     | 1.21    |
| 1987      | BAL       | 7     | 0     | 0     | 0     | 0        | 1     | 0     | 2        | 0           | 1.000 | 33    | 8.0      | 8        | 1           | 4        | 0     | 0        | 3        | 0     | 0        | 2     | 2        | 2.25     | 1.50    |
| 1988      | BAL       | 35    | 0     | 0     | 0     | 0        | 0     | 0     | 0        | 2           | ----  | 209   | 46.2     | 40       | 4           | 37       | 5     | 0        | 28       | 1     | 0        | 22    | 21       | 4.05     | 1.65    |
| 1989      | NYM       | 49    | 0     | 0     | 0     | 0        | 1     | 5     | 2        | 9           | .167  | 261   | 59.1     | 56       | 5           | 26       | 3     | 1        | 34       | 0     | 1        | 27    | 26       | 3.94     | 1.38    |
| 1990      | LAD       | 32    | 0     | 0     | 0     | 0        | 3     | 1     | 3        | 2           | .750  | 163   | 38.0     | 33       | 5           | 19       | 4     | 0        | 24       | 3     | 0        | 24    | 21       | 4.97     | 1.37    |
| MLB：13年 | MLB：13年 | 448   | 91    | 22    | 5     | 1        | 66    | 60    | 82       | 18          | .524  | 4730  | 1109.1   | 1085     | 89          | 457      | 45    | 7        | 641      | 21    | 3        | 503   | 468      | 3.92     | 1.39    |

### 年度別守備成績
| 年 度 | 球 団 | 投手（P） | 投手（P） | 投手（P） | 投手（P） | 投手（P） | 投手（P） |
| 年 度 | 球 団 | 試 合     | 刺 殺     | 補 殺     | 失 策     | 併 殺     | 守 備 率  |
| ----- | ----- | --------- | --------- | --------- | --------- | --------- | --------- |
| 1977  | BOS   | 13        | 5         | 13        | 1         | 0         | .947      |
| 1978  | CAL   | 29        | 16        | 23        | 3         | 2         | .933      |
| 1979  | CAL   | 37        | 8         | 17        | 2         | 3         | .926      |
| 1980  | CAL   | 40        | 10        | 22        | 4         | 2         | .889      |
| 1981  | CAL   | 39        | 2         | 10        | 1         | 1         | .923      |
| 1982  | CAL   | 24        | 3         | 5         | 0         | 0         | 1.000     |
| 1984  | CAL   | 23        | 1         | 5         | 1         | 0         | .857      |
| 1985  | BAL   | 54        | 8         | 10        | 0         | 0         | 1.000     |
| 1986  | BAL   | 66        | 5         | 12        | 1         | 1         | .944      |
| 1987  | BAL   | 7         | 0         | 1         | 0         | 0         | 1.000     |
| 1988  | BAL   | 35        | 2         | 3         | 0         | 1         | 1.000     |
| 1989  | NYM   | 49        | 6         | 8         | 0         | 0         | 1.000     |
| 1990  | LAD   | 32        | 1         | 3         | 0         | 0         | 1.000     |
| MLB   | MLB   | 448       | 67        | 135       | 13        | 10        | .940      |

### 背番号
- 45 （1977年）
- 46 （1978年 - 1984年）
- 41 （1985年 - 1988年）
- 49 （1989年）
- 22 （1990年）